# Месий Феб Север
Флавий Месий Феб Север (на латински: Flavius Messius Phoebus Severus; † 490) е сенатор, философ и patricius на Западната Римска империя през 5 век.

## Биография
Произлиза от Рим и е ученик на философската школа на платоника Прокъл в Александрия, Египет. Приятел е на император Антемий.
През 470 г. той е консул заедно с Йордан. През същата година става praefectus urbi и patricius. Реставрира една част от Колизей. След смъкването на Антемий, през 472 г. той се връща обратно в Александрия. Умира през 490 г.